# WinRAR
WinRAR（ウィンアールエーアール／ウィンラー）はエフゲニー・ラザレヴィチ・ローシャルと彼の兄弟であるアレクサンドル・ラザレヴィチ・ローシャルが開発を行っているWindowsに対応したシェアウェアのアーカイバである。独自のRARファイルとZIPファイルの作成に対応するほか、多くの圧縮フォーマットの解凍をサポートしている。コマンドライン版は「RAR」と「UNRAR」と呼ばれ、WindowsのほかMS-DOSやmacOS、Linux、FreeBSDに対応している。Linux用のコマンドライン版は、GNOMEやKDE、MATEなどのデスクトップ環境に標準搭載されているGUIアーカイバのプラグインとしても動作する。AndroidアプリであるRAR for Androidもリリースされている。
Mac用のコマンドライン版は、BetterZip4のプラグインとしても動作する。

## 特徴
RAR形式の圧縮を行う。ZIP形式・LHAなどの圧縮フォーマットに比べて、比較的高い圧縮率を持つ。WinRARでは作成したRAR形式のファイルなど、圧縮されたファイルのことを書庫と呼ぶ。
WinRARは、RAR形式のファイルを解凍できないWindowsユーザーにRAR形式を使えるように自己解凍形式でRARの圧縮ファイルを作成できる。また圧縮時にパスワードをかけることができる。
現在、Windows上でRARの圧縮ができるのは、WinRARとそれに付属する、rar.exeのみである。
WinRAR5より新しい圧縮フォーマットであるRAR5が使用可能になった。拡張子は.rarのままであるが従来のRAR対応ソフトウェアでは扱うことができない。

### リカバリレコード
RAR形式のファイルには、「リカバリレコード」と呼ばれる特殊なデータを付与することができ、圧縮ファイルの一部が破損した場合にリカバリレコードを用いてファイルを修復することができる。WinRAR.exeを使用する場合、リカバリレコードは圧縮ファイル全体のサイズのうち1～10%のサイズで自由に設定することができ、このサイズが大きいほうが破損時に修復できる可能性が増す。Rar.exeではリカバリレコードの割合に上限はない。通常、5%程度のリカバリレコードが付与されていれば破損を修復することが可能である。

### リカバリーボリューム
ボリューム分割を使用した場合には、拡張子が.revのリカバリーボリュームを作成できる。これは分割ファイルが不足している場合にその代わりとなり、欠損ボリュームを復元する機能を持つ。revファイルの数が欠損分割ファイルの数より上回っている場合に復元が可能である。

### インストーラ作成
自己解凍形式の書庫に既定の書式に従ってコメントを付与することで、ウィザードライクなインストーラを作成することができる。これはインストール書庫と呼ばれている。ただし、レジストリ操作といった本格的な機能は備えておらず、他のインストーラ作製ツールほど詳細な機能を実装することはできない。

### ボリューム分割
FATなどで1つのファイルサイズに制約がある場合や、CDなどの容量制限があるメディアにコピーする場合などは、圧縮ファイル単体のサイズを一定値以下に抑える必要がある。WinRARでは、ボリューム分割という機能が利用できる（自己解凍形式でも可能で、RAR形式のファイルに限る）。
圧縮後のファイルサイズが指定のサイズ以上になるとファイル名末尾に「.part0.rar」のようにサフィックスを付与し、複数のファイルに分割する（古いバージョンではrar, .r00,.r01のような拡張子となる）。
解凍時は分割された全てのファイルを用意すれば解凍することができる。

## 対応拡張子
RAR、ZIPの圧縮と解凍。
ARJ・BZ2・CAB・EXE・GZ・ISO・JAR・TAR・uuencode(UUE)・XZ・Z・7Z・LZH・TAR・GNU ZIPの解凍。　
ACEの解凍をかつてサポートしていたが、セキュリティ上の問題によりバージョン5.70 Beta 1より削除された。

## バージョンヒストリー
以下が、バージョン情報の概要である。 バージョン2.00は1996年9月6日にリリースされた。
- バージョン2.90　新たに、RAR3アーカイブ形式を実装する。 旧バージョンでは、この新しい形式で圧縮されたアーカイブを展開できない。
- バージョン3.50　Windows XP x64 Editionをサポートに追加。
- バージョン3.60　圧縮アルゴリズムのマルチスレッド化と圧縮速度を改良をする。
- バージョン3.70　Windows Vistaをサポートに追加。
- バージョン3.80　UTF-8におけるUnicodeファイル名を含むZIPアーカイブのサポート。
- バージョン3.90　Windows x64とWindows 7をサポートに追加。
- バージョン3.91　7-Zipで作成されたアーカイブLZMA2をサポート。
- バージョン4.00 (2011年3月)　最大30%解凍速度が向上。Windows 98、Me、NTがサポート外に。
- バージョン4.10　ZIPファイルのサポートを強化。2GBもしくは65535個を超えるZIPファイルが作成可能に。ZIPファイルのボリューム分割やユニコードファイル名の保存もサポート。
- バージョン4.20　SMPモード時の圧縮速度が大幅に向上した。Windows 2000のサポートを廃止。
- バージョン5.00 (2013年9月)　新しいRAR5フォーマットをサポート。
- バージョン5.01 (2013年12月14日)[3][4]。
- バージョン5.21 (2015年11月18日)
- バージョン5.30 (2015年11月24日)
- バージョン5.31 (2016年2月4日)
- バージョン5.40 (2016年8月16日)
- バージョン5.50 (2017年8月17日)
- バージョン5.60 (2018年6月26日)
- バージョン5.61 (2018年10月1日)
- バージョン5.70 (2019年2月26日)
- バージョン5.71 (2019年4月29日)
- バージョン5.80 (2019年12月11日)
- バージョン5.90 (2020年3月30日)
- バージョン5.91 (2020年6月29日)

()内の日付は英語版の発表日である。

## その他
元々はMS-DOSベースのアーカイバであったRARのWindows対応版という意味でのWinRARであるが、WinRARの機能充実とDOS版の開発停止（DOSエクステンダを用いた32ビット版RAR32はなお存続している）により、元々のRARアーカイバ（DOS以外のコマンドライン版もある）はWinRARの派生品となった。
コマンドプロンプトやバッチファイルから圧縮・解凍を行うプログラム「rar.exe」が付属している。